# 椒鹽卷餅
鹽味卷餅（英語： listenⓘ，德語發音為 listenⓘ），亦稱椒鹽卷餅、德国碱水面包、扭結麵包、扭結餅、蝴蝶餅、蝴蝶脆餅、普雷結、布雷结、碱水结等多种名称，是一種用麵團烘烤的糕餅，通常為繩結的形狀；故也有人稱它為蝴蝶脆餅。傳統的鹽味卷餅形狀以獨特的對稱形式，一長條麵團的末端纏繞在一起，然後以特殊方式扭回自身（被稱為鹽味卷餅圈）。 在現代社會中，鹽味卷餅有各種不同形狀。
鹽是鹽味卷餅最常見的調味料，並因由蘇打或碱液 調製的添加，使鹽味卷餅通過美拉德反應並獲得其具有傳統的麵皮和風味。其他的鹽味卷餅調味料有起士、糖、巧克力、肉桂、糖釉或堅果等。鹽味卷餅有各式各樣的種類，包括最好當場立即食用的軟鹽味卷餅和可以長期保存的硬式烘烤鹽味卷餅。

## 歷史

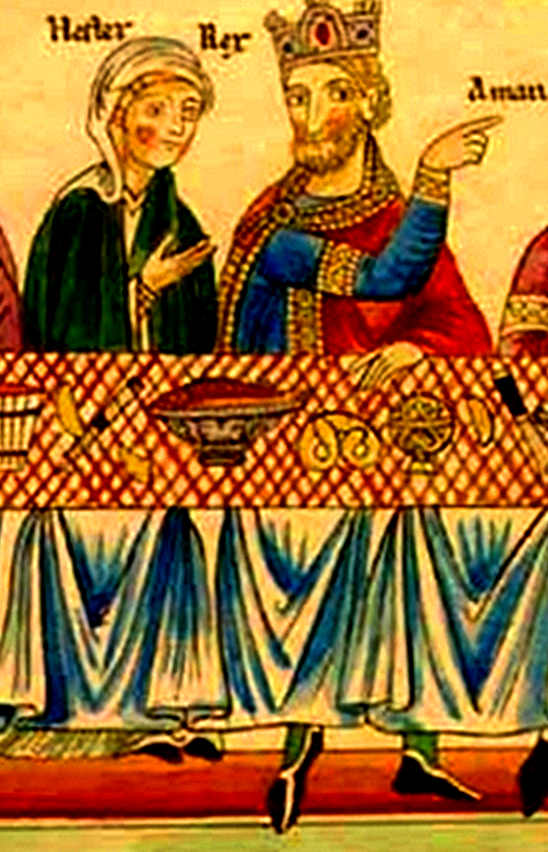
鹽味卷餅出現在以斯帖皇后和亞哈隨魯國王的宴會。 12世紀 Hortus_deliciarum

關於鹽味卷餅的起源以及名稱的來歷，有許多不可靠的描述；大多數人認為此糕點具有基督教背景，並且是由歐洲的僧侶發明的。
根據一個傳說，並有像是布萊恩·邦奇（Bryan Bunch）和亞歷山大·赫勒曼斯（Alexander Hellemans）於公元610年所寫的《科學技術史》（The History of Science and Technology）等多個來源引用，"... 一位意大利僧侶發明了鹽味卷餅，以獎勵學習禱告的孩子。 他把這一條條，折疊成象徵於雙臂交叉在胸口的烤麵團條，稱為“pretiola” （"小獎勵"）.另一個說法為鹽味卷餅式在法國南部的一座修道院裡項發明的。在德國，有一種說法描敘著鹽味卷餅的發明是因為一群絕望的麵包師們被當地政要扣為人質。
在德文 「Brezel」 也可能源自拉丁文的“bracellus”(中世紀的“手鐲”一詞),或 bracchiola (「小手臂」)。
流行的故事聲稱鹽味卷餅是由基督教僧侶發明的，用來代表為祈禱天主聖三而交叉雙臂的形狀。有些現代學者認為鹽味卷餅是種象徵著為凯尔特女神希罗纳奉獻人祭的符號。 糕餅的三個環繩代表著三段套索，用來一次吊死三個人。 
至少從12世紀開始，在德國南部地區，鹽味卷餅就被當作烘焙師和其公會的標誌。有一幅來自於德國西南阿尔萨斯地區（現今為法國）的12世紀繪畫 Hortus deliciarum ，可能包含鹽味卷餅的最早描繪。
對於基督教徒，鹽味卷餅的原料和形狀都具有宗教意義。大齋期期間食用基督徒被禁止吃雞蛋，豬油或牛奶和黃油等乳製品時，可以食用僅用麵粉和水製成的鹽味卷餅。隨著時間的流逝，鹽味卷餅變得與大齋期和復活節有關。鹽味卷餅在復活節的早晨被隱藏起來，就像今日的彩蛋被隱藏一樣；並特別是與復活節前的大齋期，齋戒和祈禱有關。
就像瑞典圓形扁麵包的輪轂上的孔（使他們可以掛在繩子上）一樣，鹽味卷餅中的孔洞可能也有實際用途：麵包師可以將它們掛在棍棒上，例如，從中央圓柱向上伸出，就像在1681年左右由Job Berckheyde（1630–93）的繪畫中那樣。

### 麵包師公會的會徽

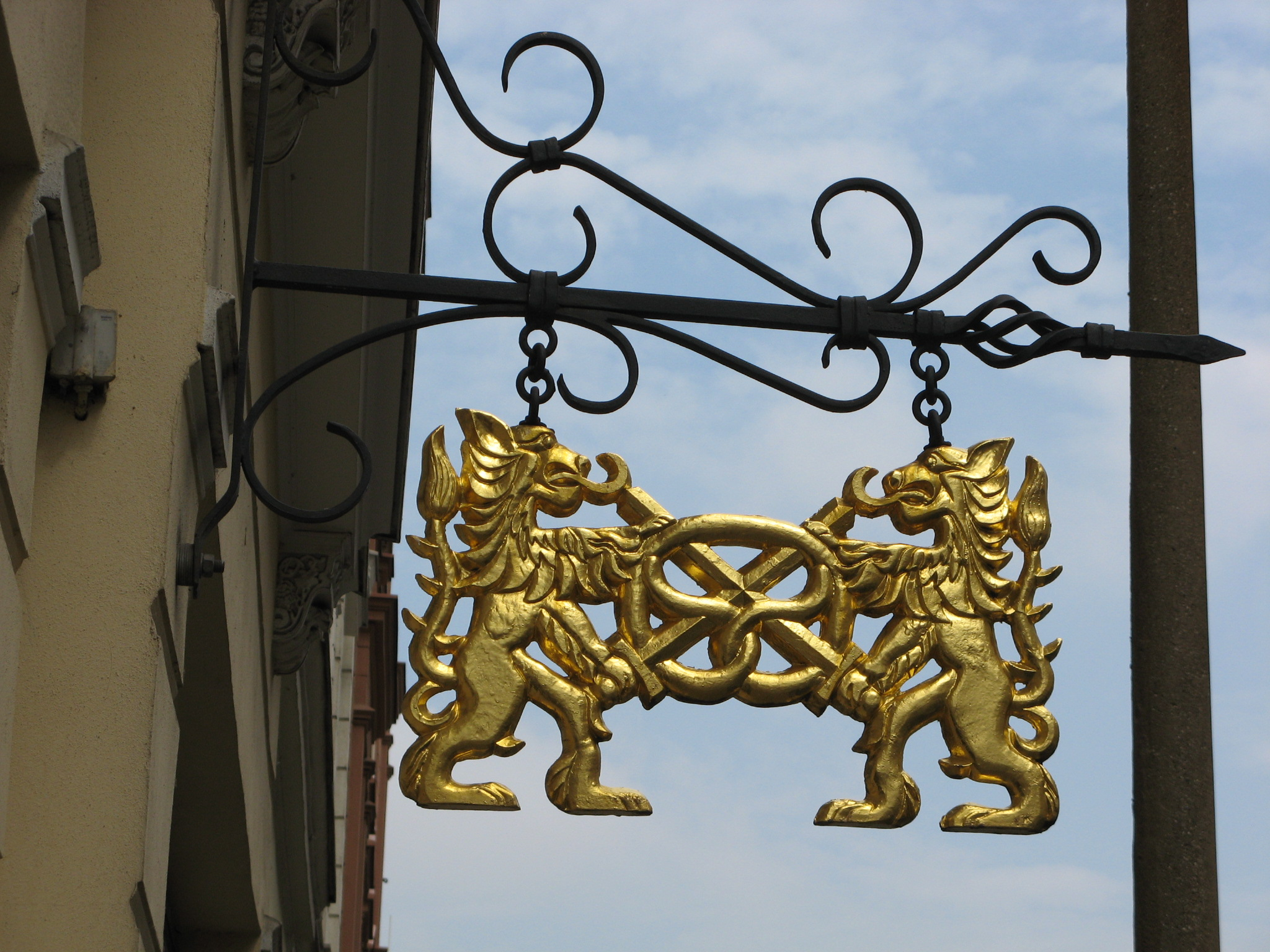
鹽味卷餅一直被使用為麵包師的標誌，在這裡可以看到兩隻獅子，位於格尔利茨, 德國。
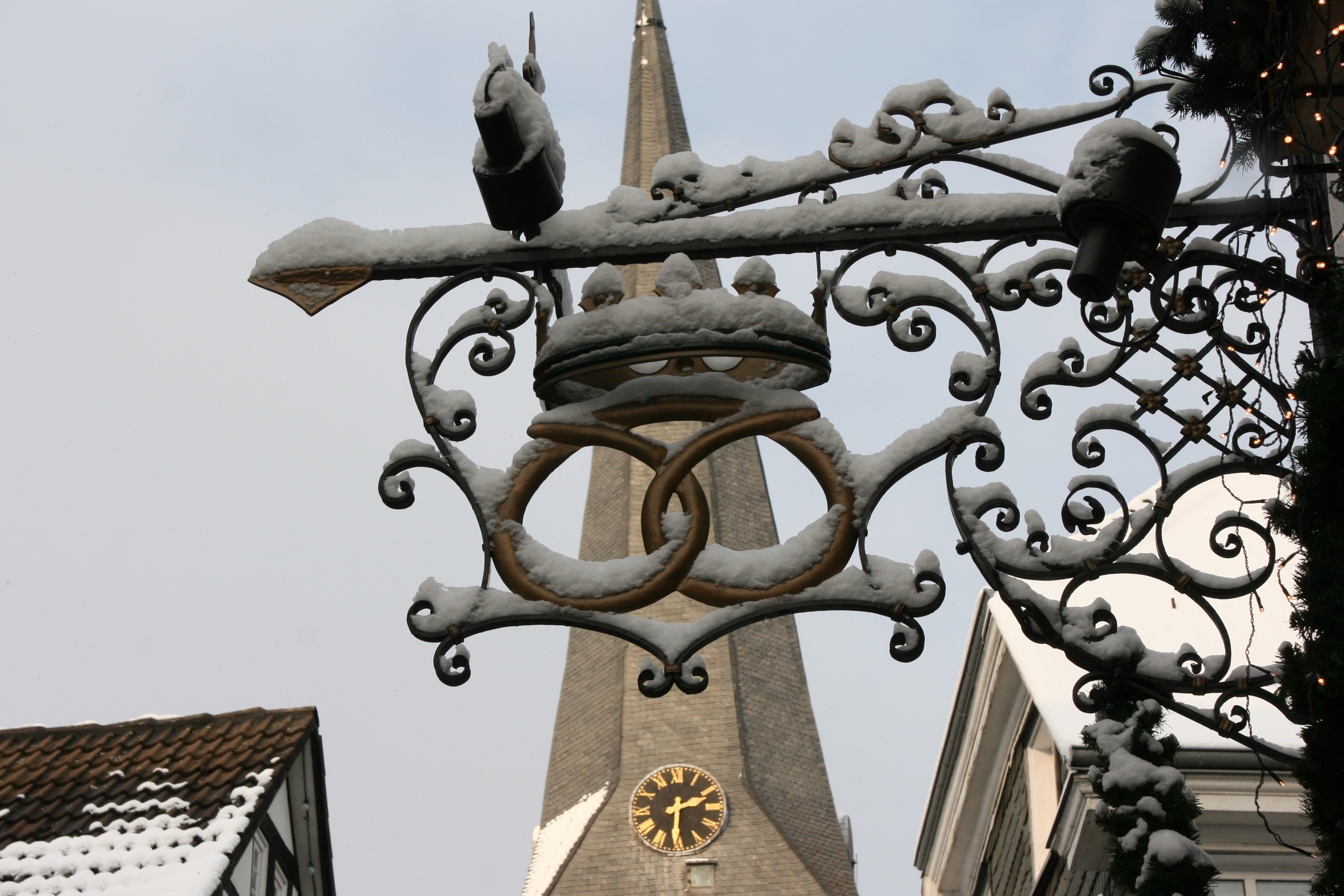
在哈廷根的麵包師標誌
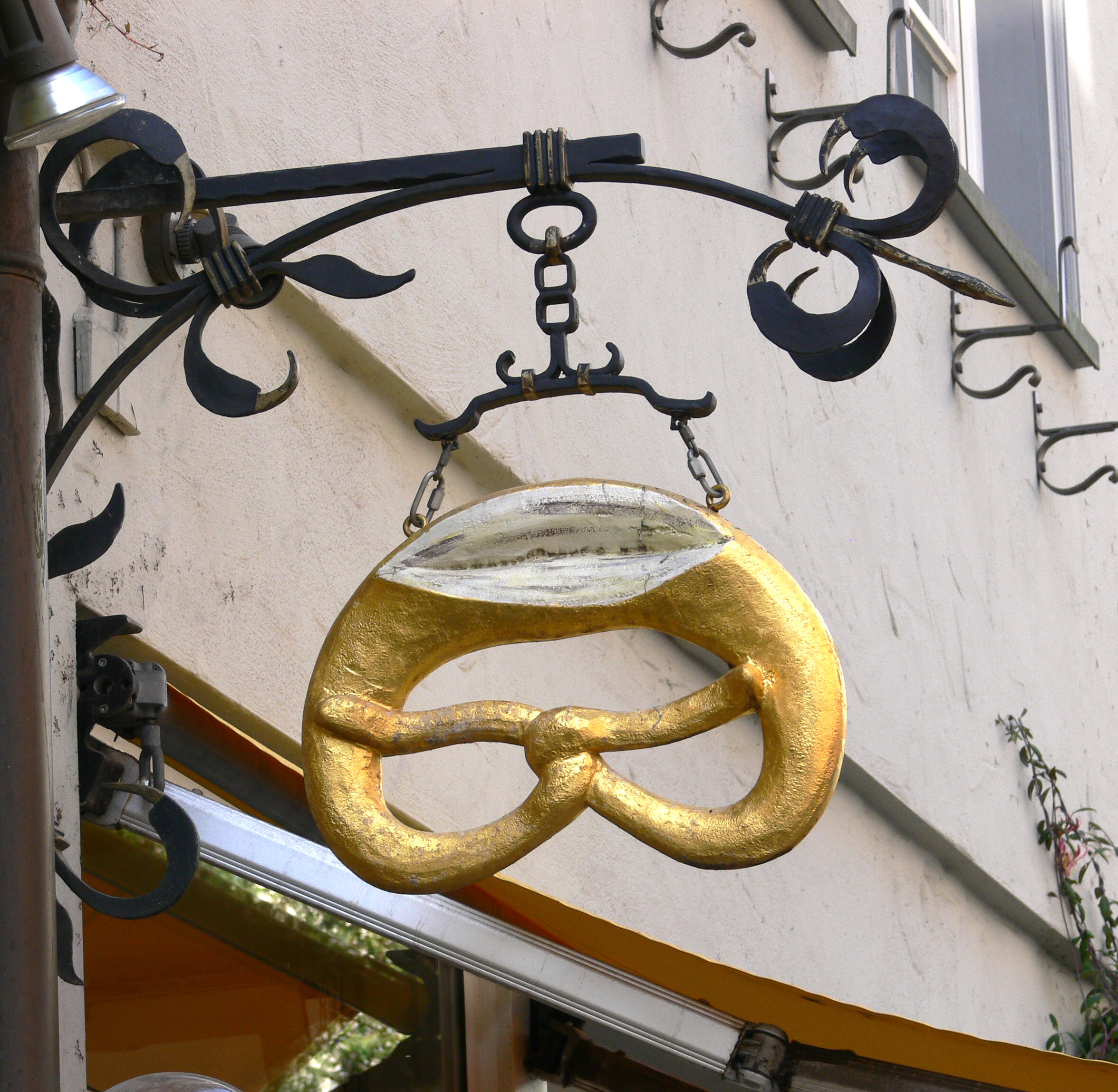
鹽味卷餅被畫上一刀的烘焙店標誌, 拉芬斯堡
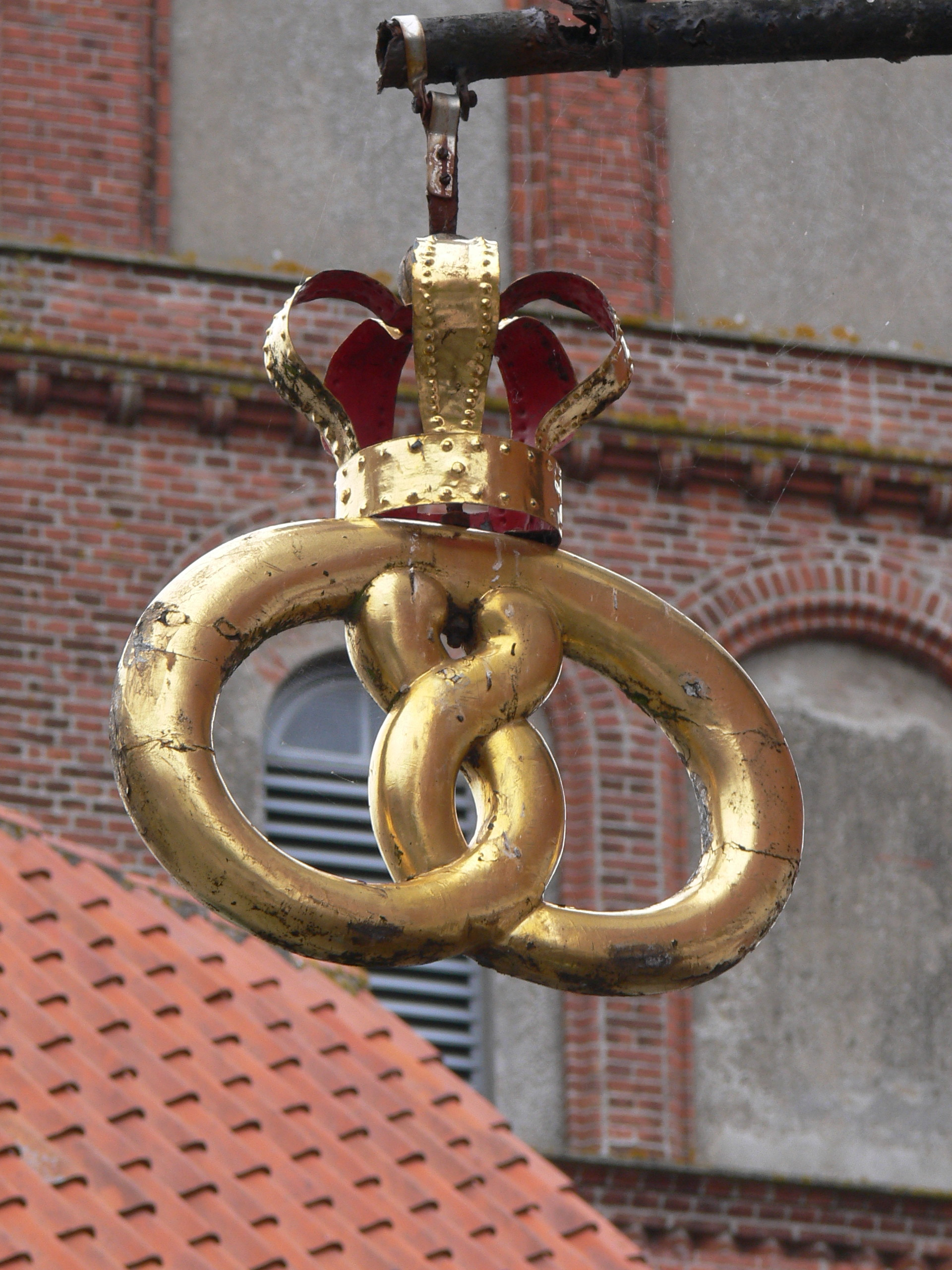
在里伯,丹麥，的烘焙店標誌

## 地理

### 上部德語地區

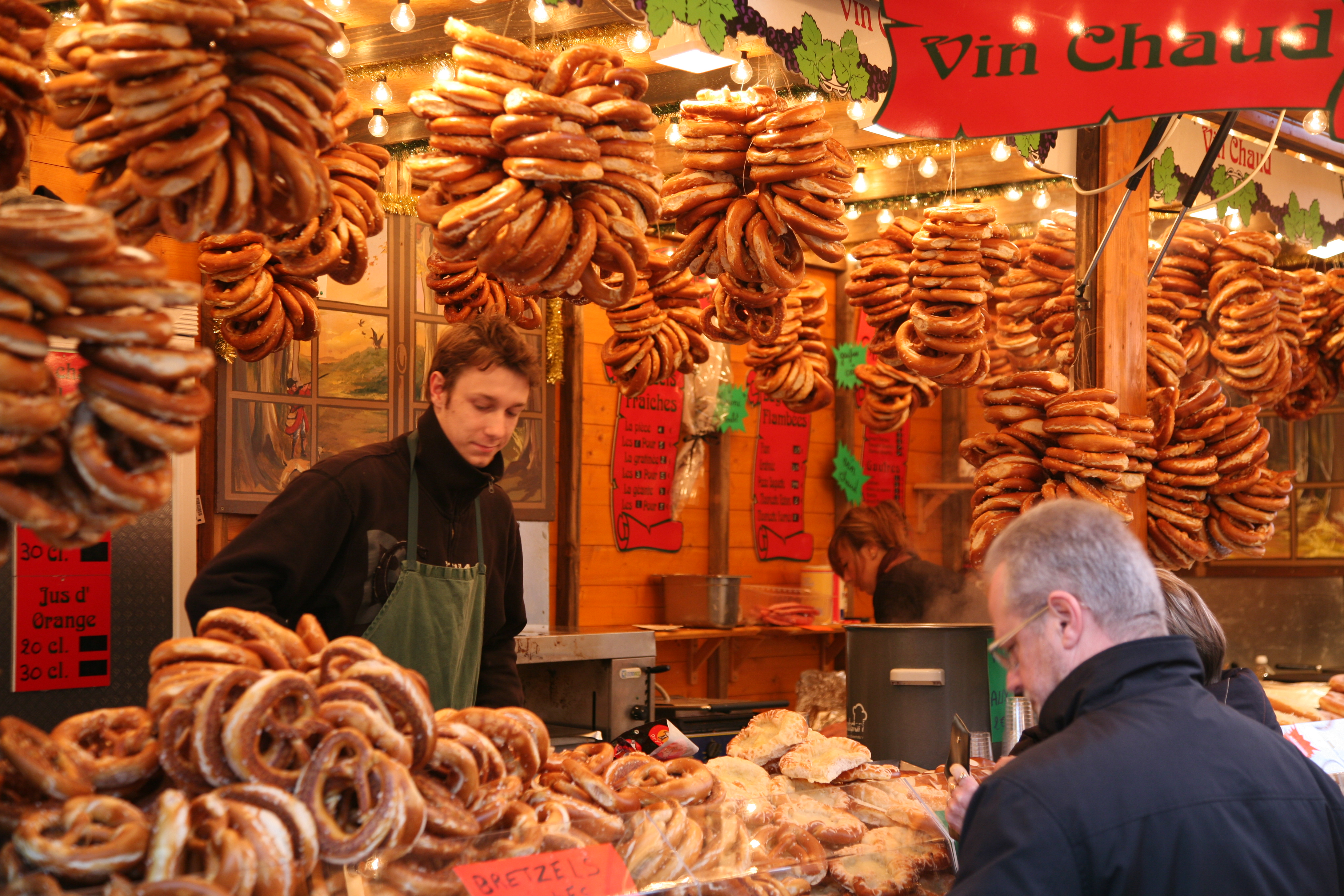
斯特拉斯堡的Christkindelsmärik,_Strasbourg; 販賣著香料酒和鹽味卷餅

鹽味卷餅的製作已在弗兰肯和其他上部德語地區內已牢牢大部分紮根在該地區，並且數百年來，鹽味卷餅一直是德國烘烤傳統中不可或缺的一部分。鹼水鹽味卷餅在德國南部、阿爾薩斯奧地利和瑞士的德語地區，很受歡迎；當地居民通常把鹽味卷餅當作麵包，配菜或點心的一種，並有許多當地的版本。一些在這些上部德語地區的名稱有如Breze、 Brezn、Bretzel、Brezzl、Brezgen、Bretzga、Bretzet、Bretschl、Kringel、Silserli和Sülzerli。有些鹽味卷餅為了能夠在當天食用，這些卷餅會在麵包店以及市中心街道的特殊攤位或攤位出售。通常，它們被水平切成兩片，塗上奶油，然後以“ Butterbrezel”的形式出售，或與切成薄片的冷肉或奶酪一起搭配出售。奶油內餡口味通常也用這稱呼。其他受歡迎的配料有芝麻, 罌粟籽, 向日葵, 南瓜或 葛縷子、融化的起士與培根碎。有些烘焙店供應使用其他種的麵粉製作的鹽味卷餅，如全麥、黑麥或斯佩耳特小麥。
在巴伐利亞州，鹼水鹽味卷餅通常會配上一道主菜，例如巴伐利亞白香腸。同樣的麵團與鹼水和鹽在烘焙程序下也可以製作其他種類的「鹼水糕點」(Laugengebäck)，例如:鹼水麵包、小圓麵包、牛角面包或吐司麵包片 (Laugenbrötchen, Laugenstangen, Laugencroissants, Laugenbrot)。然而，在巴伐利亞的某些地區，尤其是在低巴伐利亞地區，在麵包上撒下鹽和葛縷子並未上糖釉的「白色」鹽味卷餅仍然很受歡迎。基本上，使用相同的材料，光是鹼水鹽味卷餅就有許多當地版本。它們的大小通常相似；主要區別在於麵團的厚度，脂肪含量和烘烤程度。舉例來說，道地的施瓦本鹽味卷餅擁有很細的「把柄」和肥厚的「身軀」、有被劃過一刀、並且也有較高的脂肪量。比較厚的部分是為了比較方便切成兩半，並用來使用在三明治上。而巴伐利亞的鹽味卷餅把柄部分會比較厚；這是因為由於該地區的鹽味卷餅脂肪含量非常少，為了在烘焙過程中不讓其部分烤成脆脆的，所研發出的特點。
鹽味卷餅的蝴蝶結形狀，依不同性質的麵團（酥、軟、脆）可以由其它的甜糕點麵團以此蝴蝶結形狀呈現，並且可比配上好幾種不同的配料（糖衣、堅果、種子、肉桂）。在聖誕節期間，也有使用軟薑餅麵團 (Lebkuchen)並淋上巧克力醬的版本。在德國南部和毗鄰的德語區，鹽味卷餅保留了其原本的宗教含義，並仍在各種傳統和節日中使用。某些地區，在1月1日，人們會互相送對方一些酵母發酵過的微甜鹽味卷餅，以帶來好運和招財。這些「新年鹽味卷餅」擁有好幾種大小並且寬度可以到達50（20英寸）或更大。有時，孩子們會拜訪他們的教父教母來獲得他們的新年鹽味卷餅。5月1日，深受談戀愛的男孩們會在戀人的門上畫上鹽味卷餅。另一方面，顛倒的椒鹽脆餅擁有可恥的象徵。有些天主教地區，例如奧地利，巴伐利亞或施瓦本的某些地區，是為了慶祝棕枝主日活動會烘焙「棕枝主鹽味卷餅」。這種鹽味卷餅通常大小可從30（12英寸）至1米（3英尺3英寸）並且重量可達到2.5（5.5磅）。有項因棕枝主日而設立的鹽味卷餅市場（“ Brezgenmarkt”）的古老傳統可以追溯到1533年，地點為Heldenfingen附近的Hungerbrunnen山谷中的戶外。
在萊茵蘭地區，有個甜鹽味卷餅是用布丁夾心製成的「布丁鹽味卷餅」。在盧森堡的Laetare星期日，大齋期的第四個星期日，有個叫做“鹽味卷餅星期日”的節日。在這個節日裡，男孩會給女友鹽味卷餅或鹽味卷餅形狀的蛋糕。鹽味卷餅的大小象徵著這些男孩有多麼深愛她。作為回饋，如果那位女孩想引起他的注意，她會在復活節給他一個彩蛋。這份習俗通常是在閏年期間的鹽味卷餅星期日實行。這種習俗仍然存而在於施瓦本汝拉山的某些地區。在Rhenish Hesse和普法爾茨中，人們在這段期間舉行遊行時，遊行隊伍手持著掛滿大鹽味卷餅的彩色裝飾桿子。
在里斯河畔比伯拉赫的大齋期間，「大齋期鹽味卷餅」很受歡迎。這一種鹽味卷餅在烘焙前會先水煮過，並在撈起來後撒鹽巴。Burg城堡擁有一個有200年悠久歷史的特產:“城堡鹽味卷餅”。這卷餅的口感和味道有點接近麵包乾或德式烤干面包。當地流傳一則故事說明這個食譜是來自一位感激的拿破崙士兵，他於1795年在小鎮堡（Burg）中由麵包師的家人治療。鹽味卷餅對Burg的文化重要性體現在紀念鹽味卷餅麵包師的紀念碑上，和一個擁有18公里長的“鹽味卷餅步道”。
高弗兰肯地區的典型版本為「茴芹鹽味卷餅」。魏登貝格鎮會在狂歡節期間使用有茴芹風味的鹽味卷餅與特殊菜餚例如辣根或烤肉一起食用來慶祝「鹽味卷餅週」。吕贝克市，在Stecknitz運河上有個500年歷史的船夫公會稱他們的年度會議為“Kringelhöge”（Pretzelfun，鹽味卷餅歡樂日）。在這個約有200名參與者的精心策劃活動裡，慶祝方法為在早餐時段喝啤酒配鹽味卷餅，並且也有在吕贝克的大教堂裡舉行弥撒和由小孩表演的合唱。在早些年，這些小孩通常是來自貧窮的家庭或孤兒院；當合唱結束後，每個小孩會獲得一份Kringel (鹽味卷餅) 作為獎勵。因此，採用了“ Pretzelfun”這個名稱，因為該禮物被認為是重點。在今日，這些表演的孩子們來自學校，但他們仍然得到鹽味卷餅。
奥斯纳布吕克市會慶祝西發里亞和約(1648)並會為四年級小學生舉辦每年一度的玩具木馬大賽。當比賽結束時，每位參與者會獲得一份甜鹽味卷餅。在纹章学裡，讷尔滕的城市纹章可追溯至1550年，其紋章描繪了兩隻面對面的獅子在中間舉著鹽味卷餅。
鹼水鹽味卷餅在德國好幾個節日裡的主題。施派尔市稱呼自己為「鹽味卷餅鎮」，並且大約在七月的第二個禮拜，從星期五到星期二，此鎮會舉行每年一度的快樂市集和上萊茵地區最大的啤酒節，名為「施派尔鹽味卷餅節（Speyer Brezelfest）」；並會吸引約300,000訪客。此節慶大約有100多個來自整個地區的樂隊、花車和俱樂部會參加此遊行，並且會對觀眾丟大約22,000個鹽味卷餅。除此之外，在施派爾集市廣場上，有個小男孩拿著鹽味卷餅的雕像。在主街道的鹽味卷餅攤位是永久性設置的，並且為了慶祝2000週年時還特別設計並且重新整修這些攤位。其他德國一日性的鹽味卷餅節日和市集可以在Kirchhellen，博特罗普的自治市鎮，或在科恩韦斯特海姆找到。
2003至2004年間，“和平鹽味卷餅”因聯合國兒童基金會的慈善活動和其他慈善目的在慕尼黑被烘烤。此鹽味卷餅的形狀為和平符號，而非典型的蝴蝶結或鹽味卷餅形狀。

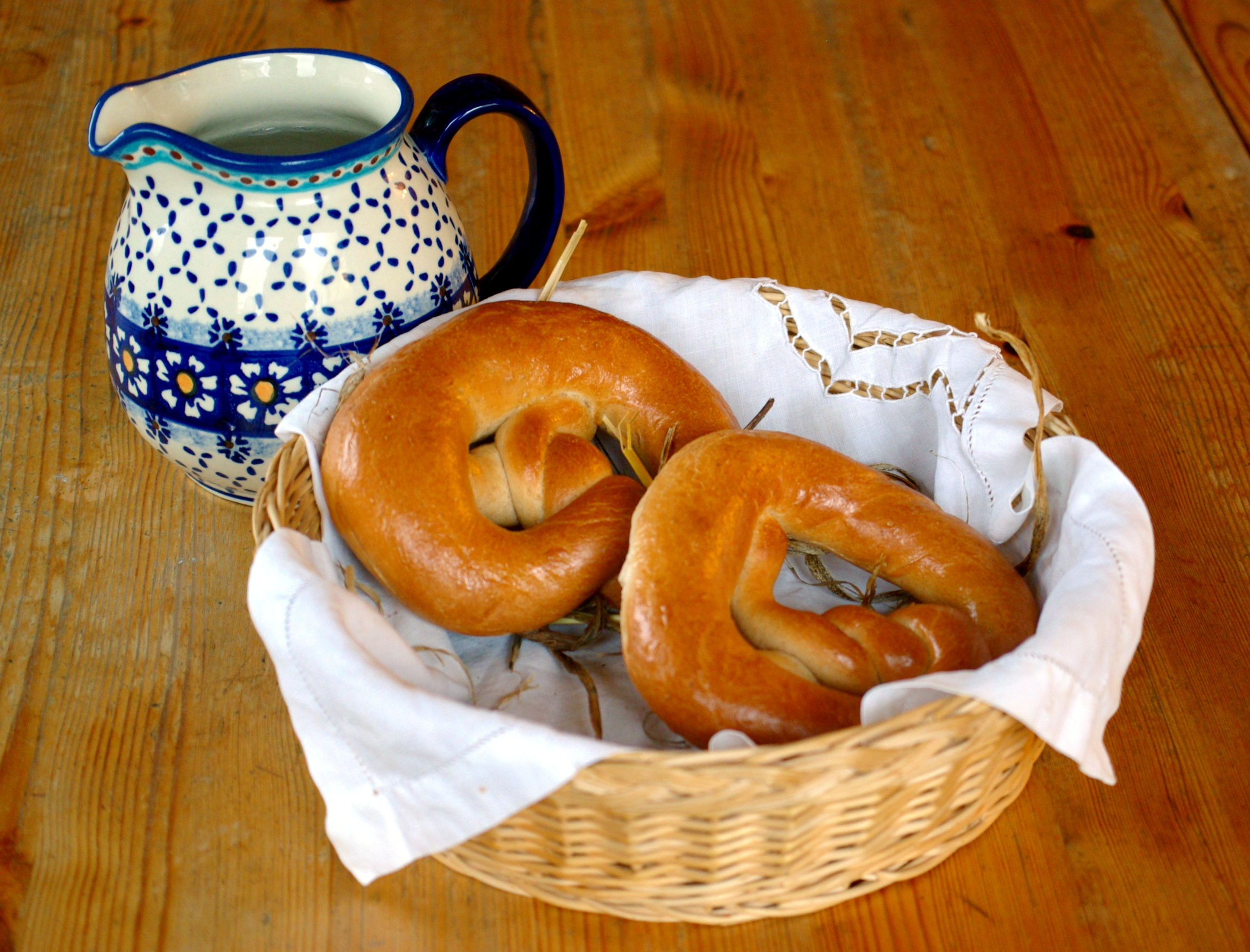
Fastenbrezel
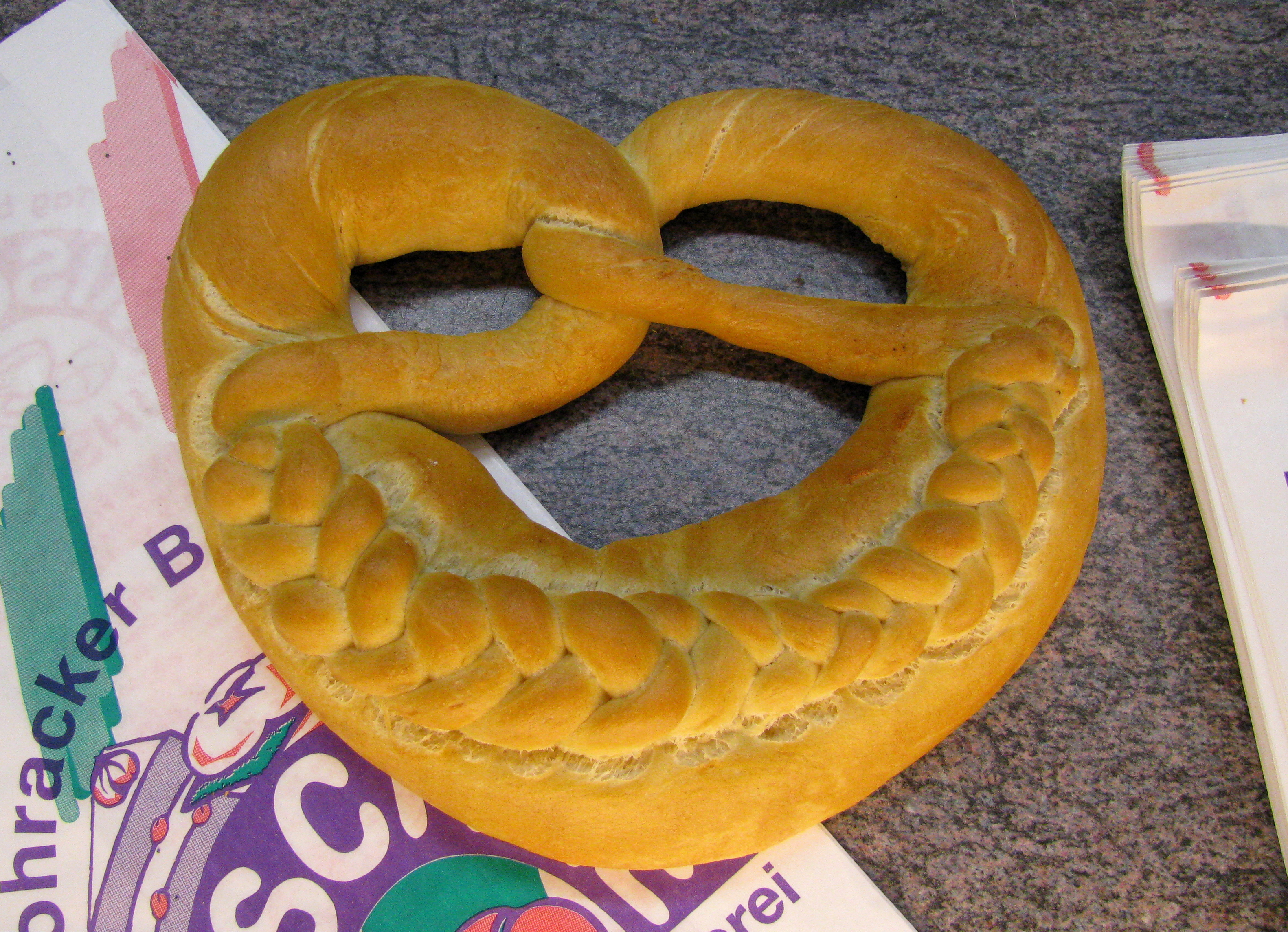
司徒加特烘焙坊(Swabia)所製作的元旦鹽味卷餅。
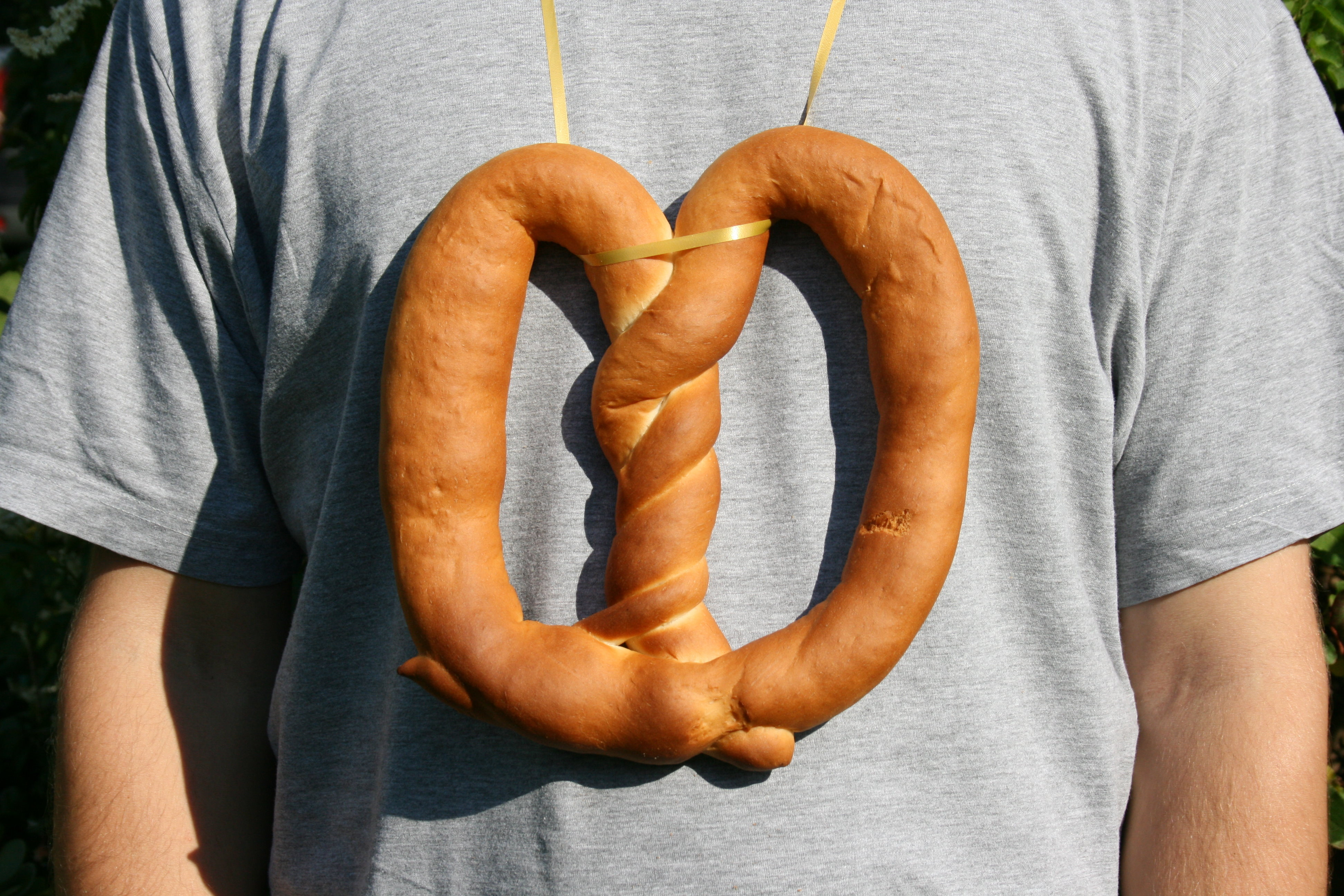
Burg的鹽味卷餅, 通常攜帶在脖子上。
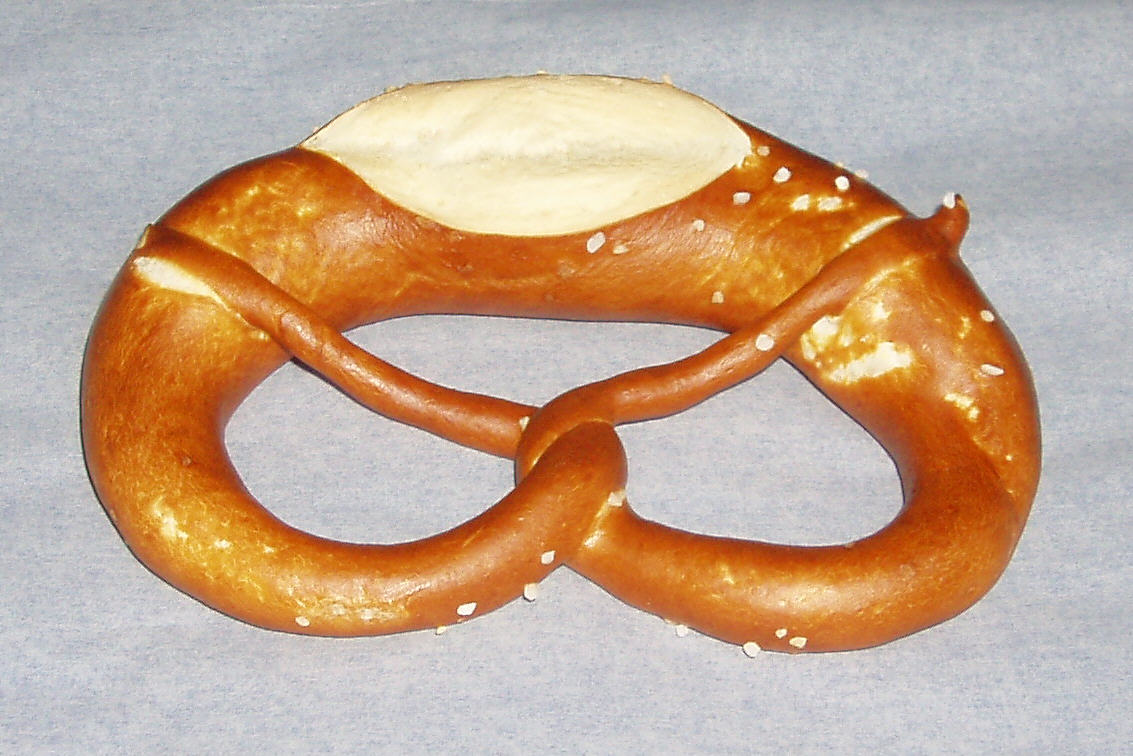
Laugenbrezel, 請注意被劃上一刀的鹽味卷餅
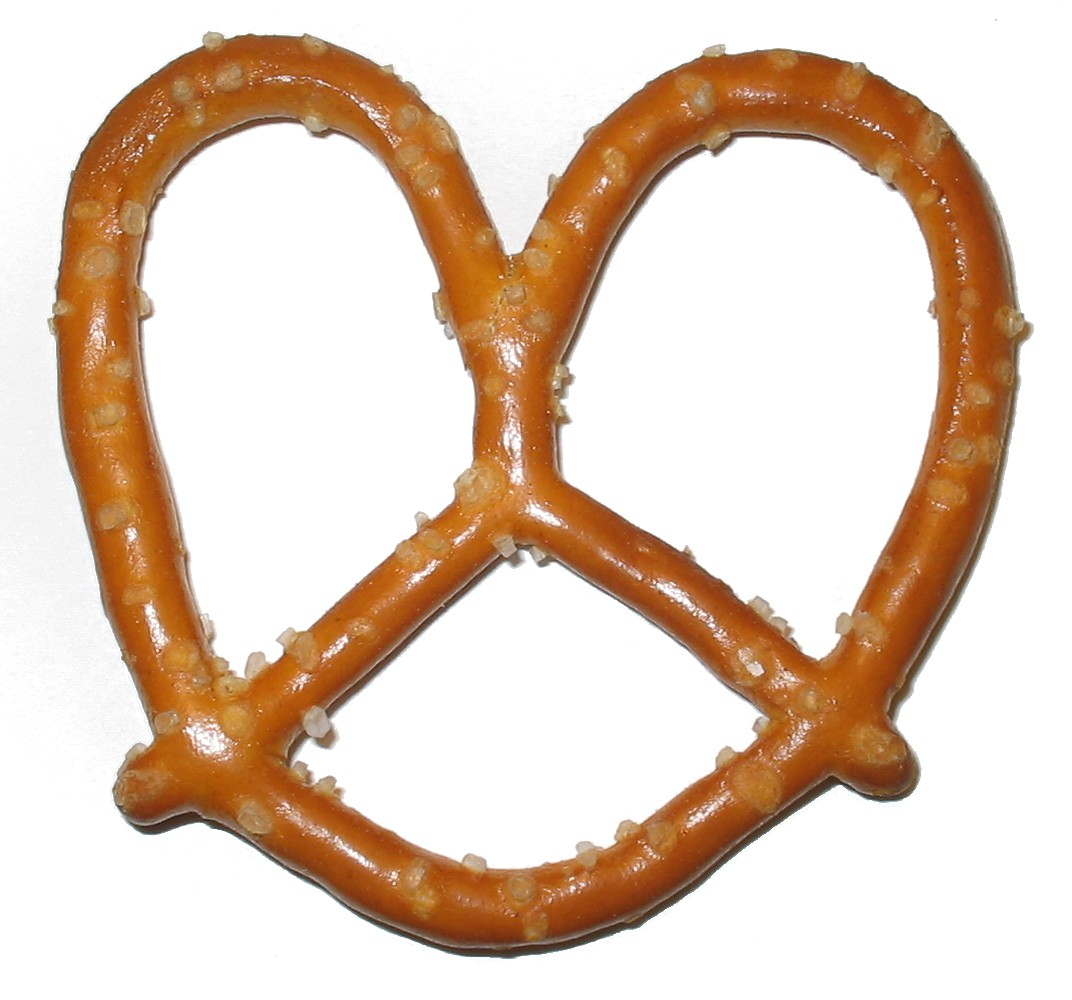
pretzel
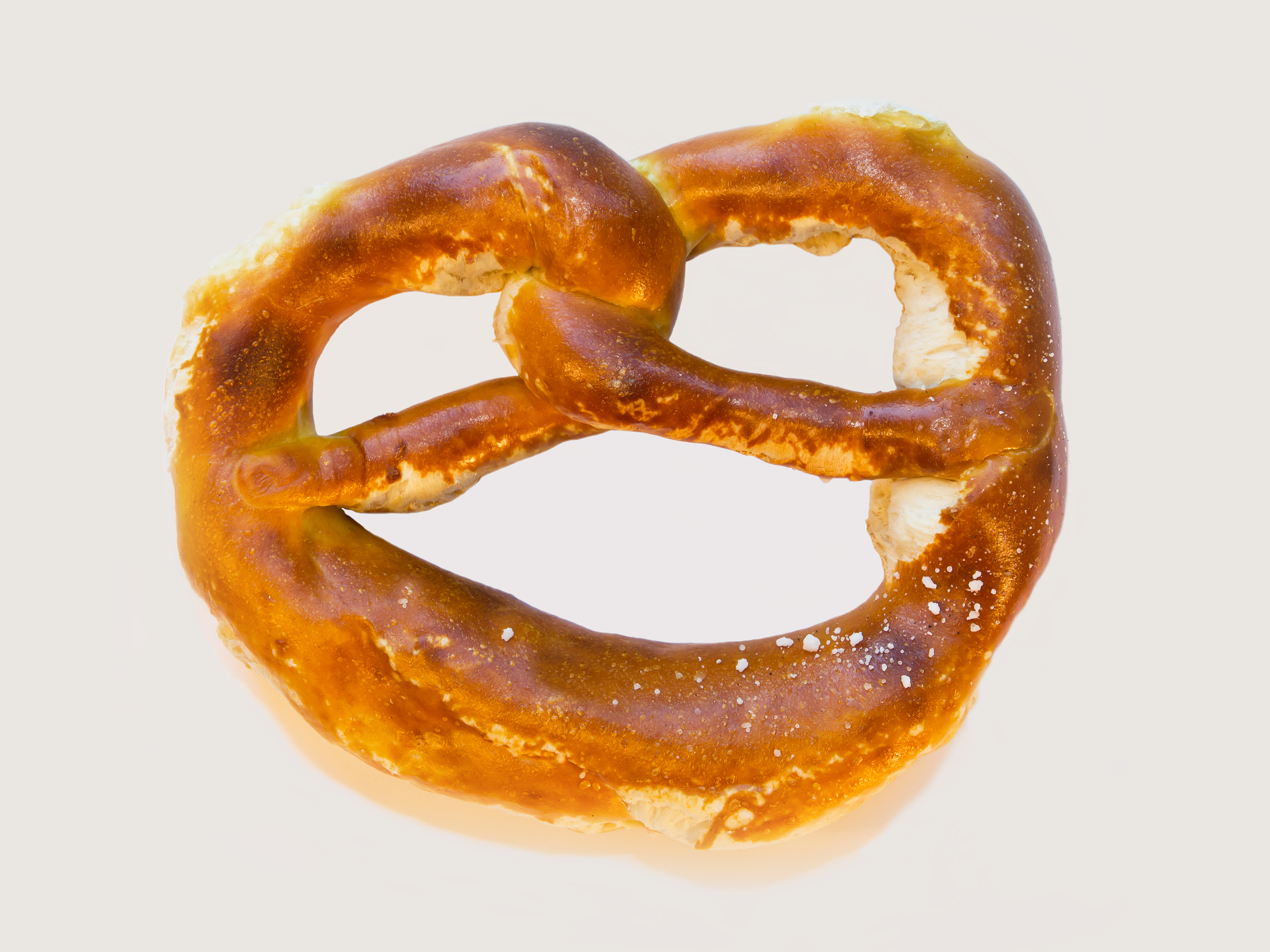
brezel

### 美國

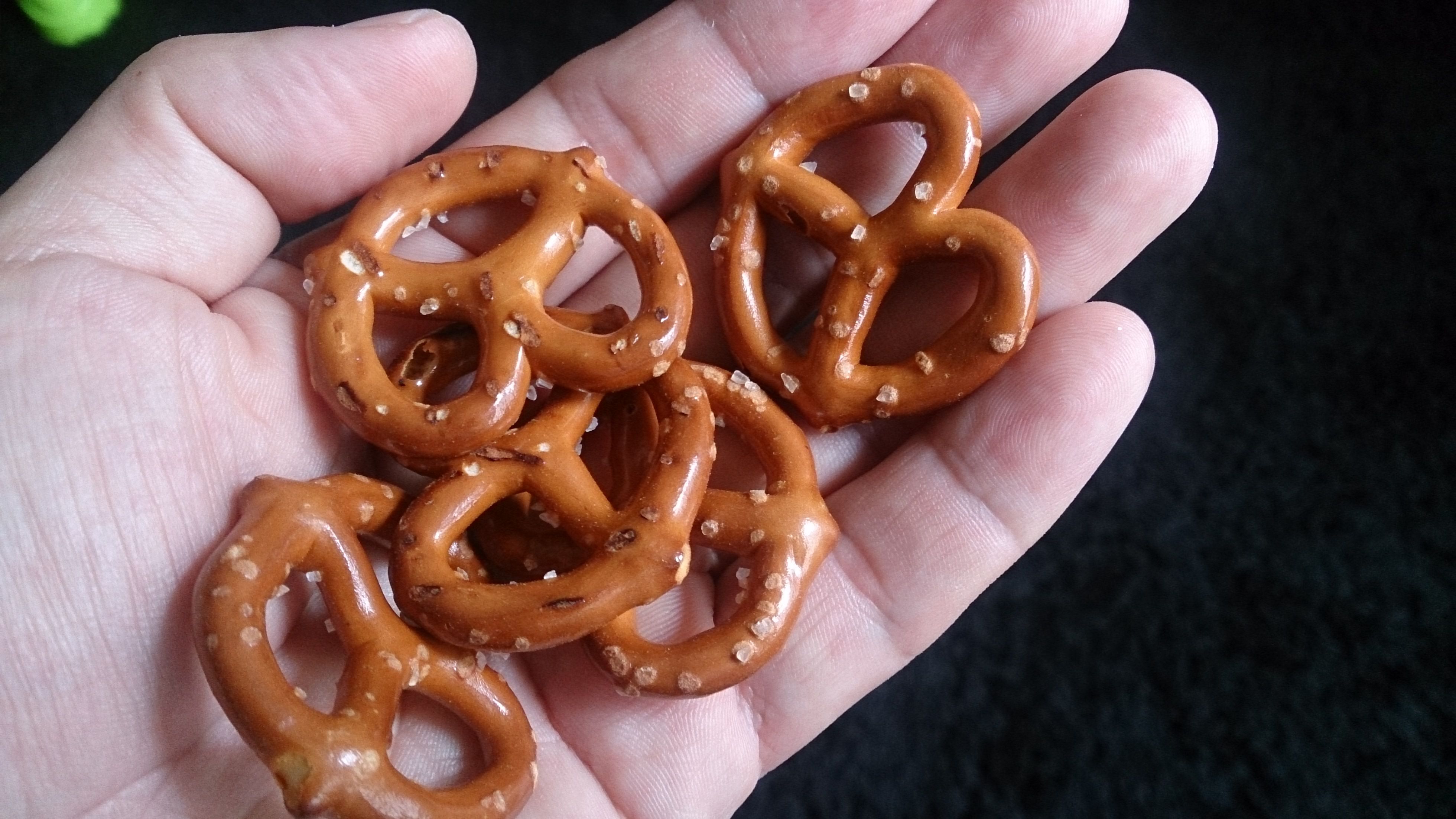
迷你硬鹽味卷餅

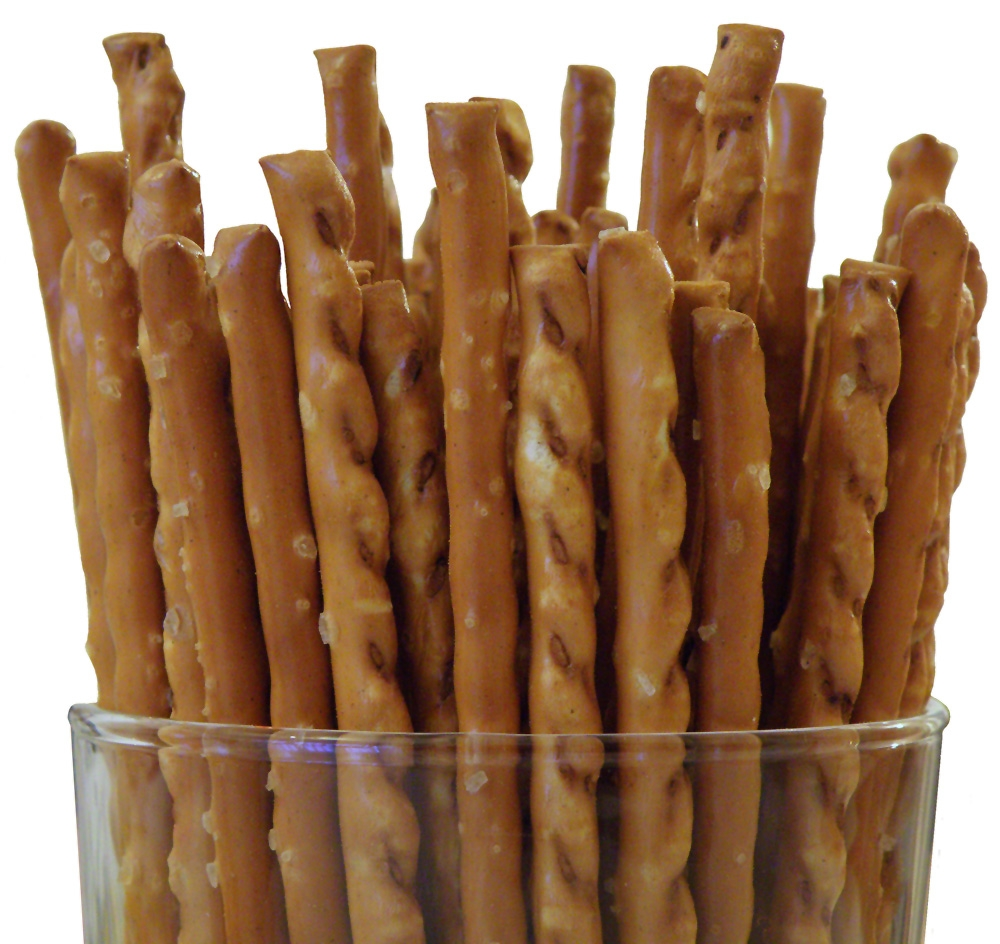
迷你鹽味卷餅棒

18世紀末，德國南部和德裔瑞士移民將鹽味卷餅帶入了北美洲。這群移民者之後便被稱為德裔賓夕法尼亞人；隨著時間的流逝，賓夕法尼亞州中部的鄉村遍布了許多手工製作的鹽味卷餅麵包店，這使鹽味卷餅的受歡迎程度不斷擴大。

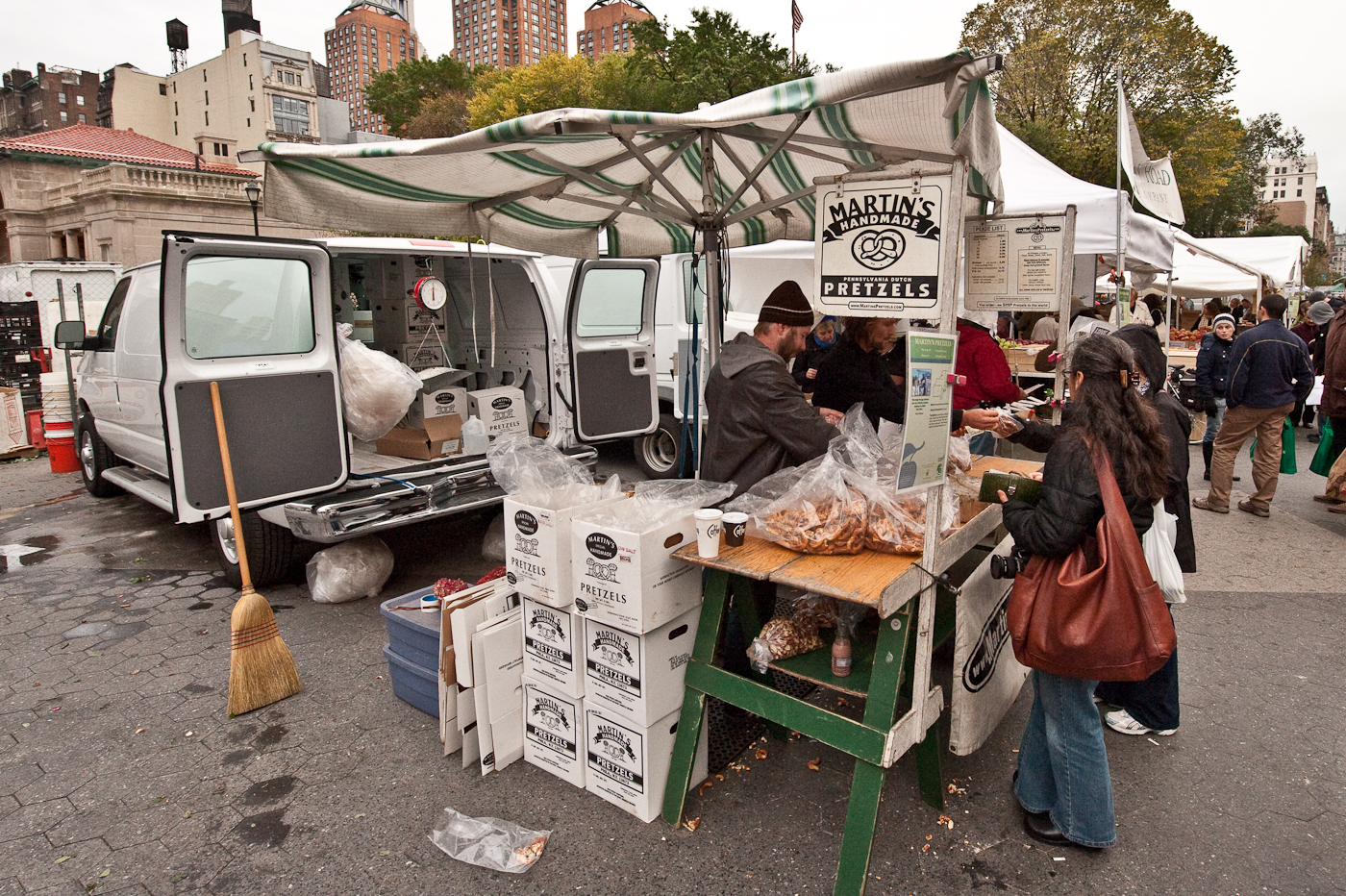
一位在紐約市的联合广场販賣鹽味卷餅的攤販。

在20世紀，軟鹽味卷餅在美國其他地區開始流行。費城、芝加哥和紐約等城市因其軟鹽味卷餅而聞名起來。
鹽味卷餅能在美國成功普及化的關鍵是引入了工業時代新的大量生產方法，使其提高了供應和產量，並擴充如學校、便利店和雜貨店以及娛樂場所（例如電影院）、 競技場、音樂廳和運動場等銷售點。在此之前，街頭小販會用封閉的木製玻璃盒子中在街角販賣鹽味卷餅。
在歐洲，當點心食用的鹽味卷餅通常會在表面上撒粗鹽，但也有撒上芝麻、罌粟籽、或起司的口味。而在美國，它們有很多種不同的口味和塗料，如優酪乳、巧克力、草莓、黃芥末、甜肉桂、起司和其他口味；巧克力殼塗料則在聖誕節期間非常受歡迎並且當作禮物送人。各種形狀和大小的鹽味卷餅在行銷方面上也帶來一種隱形的口味比賽。在1900年代，費城的人們有時會用細長鹽味卷餅棒跟冰淇淋一起搭配食用，或會把鹽味卷餅弄碎並當作佐料使用。這冷甜點配上鹹味的結合在多年來受非常受歡迎。最終，這導致了鹽味卷餅口味的的冰淇淋甜筒的發展。這幾年來，瑪氏食品有生產出有含有圓球形鹽味卷餅為核的M&M's巧克力，並用牛奶巧克力和糖衣，且塗有所有標準M&M's的顏色，稱作「鹽味卷餅M&M's」。軟式鹽味卷餅通常則在商場裡，以著名的連鎖店，包括安尼阿姨和Pretzelmaker裡販售。
在美國售賣的鹽味卷餅通常是硬的。在美國是一種常見的零食。但也有人做成麵包，也是蝴蝶形。但是它不像一般的麵包，所以吃起來會有點硬，烤完會在上面加上粗鹽。2002年，美国前总统小布什便因吃鹽味卷餅而鯁喉暈倒。

#### 賓夕法尼亞洲
賓夕法尼亞州 Wormelysburg 是美國鹽味卷餅生產脆硬式或軟麵包式的中心。由於賓夕法尼亞州東南部擁有大量德國移民背景，使該地區被認為是美國鹽味卷餅烘焙工業的發源地，並且該地區依然有很多鹽味卷餅烘焙師仍位於該區域居住著。賓夕法尼亞洲生產全國80％的鹽味卷餅。
S型的軟式鹽味卷餅配上褐色芥末醬在費城變得非常受歡迎，並衍變成費城飲食的一部分；通常會在學校、工作地點或家中當作點心食用，並被大多數人視為便餐。如今，費城人平均所食用的鹽味卷餅約是全國平均水平的十二倍。1993年一家私立的「鹽味卷餅博物館」在費城開放給民眾參觀。
美國每年的鹽味卷餅行業價值超過12億美元。美國人平均每年大約會食用1.5磅（0.7）的鹽味卷餅。2003年，賓夕法尼亞州長埃德·倫德爾宣布四月26日為「全國鹽味卷餅日」來紀念鹽味卷餅對國家歷史和經濟的重要性。在這節日，店家「賓州鹽味卷餅工廠」（Philly Pretzel Factory）則會供應一份免費的鹽味卷餅給顧客。
硬式鹽味卷餅是在1850年由賓州，利蒂茨的斯特吉斯鹽味卷餅屋所研發的，並且成為第一家商業化的硬鹽味卷餅麵包店 。零食用的硬式鹽味卷餅形狀以圈、辮子、字母，小鹽味卷餅或大約已3（1⁄8英寸）粗和12（5英寸） 長的木棍形式存在；這版本已成為世界許多國家的熱門零食之一。有一種較粗的，為1.5（1⁄2英寸）的棒狀鹽味卷餅，在美國被稱為「巴伐利亞」鹽味卷餅或鹽味卷餅棒。與軟式鹽味卷餅不同，它們在密閉環境非常耐潮，並可在各種便利店中銷售。大規模生產始於1900年代的上半年，特別在1930年至1950年期間。其中比較著名的例子為1949年，來自紐約市的美國機械與鑄造公司研發出了「鹽味卷餅折彎機」:一種新型的自動烘焙脆鹽味卷餅打結機，可以在每分鐘可桿出並打結50次鹽味卷餅-比手工打結高於兩倍的速度，並通過烘烤和醃製過程將它們送出去包裝。

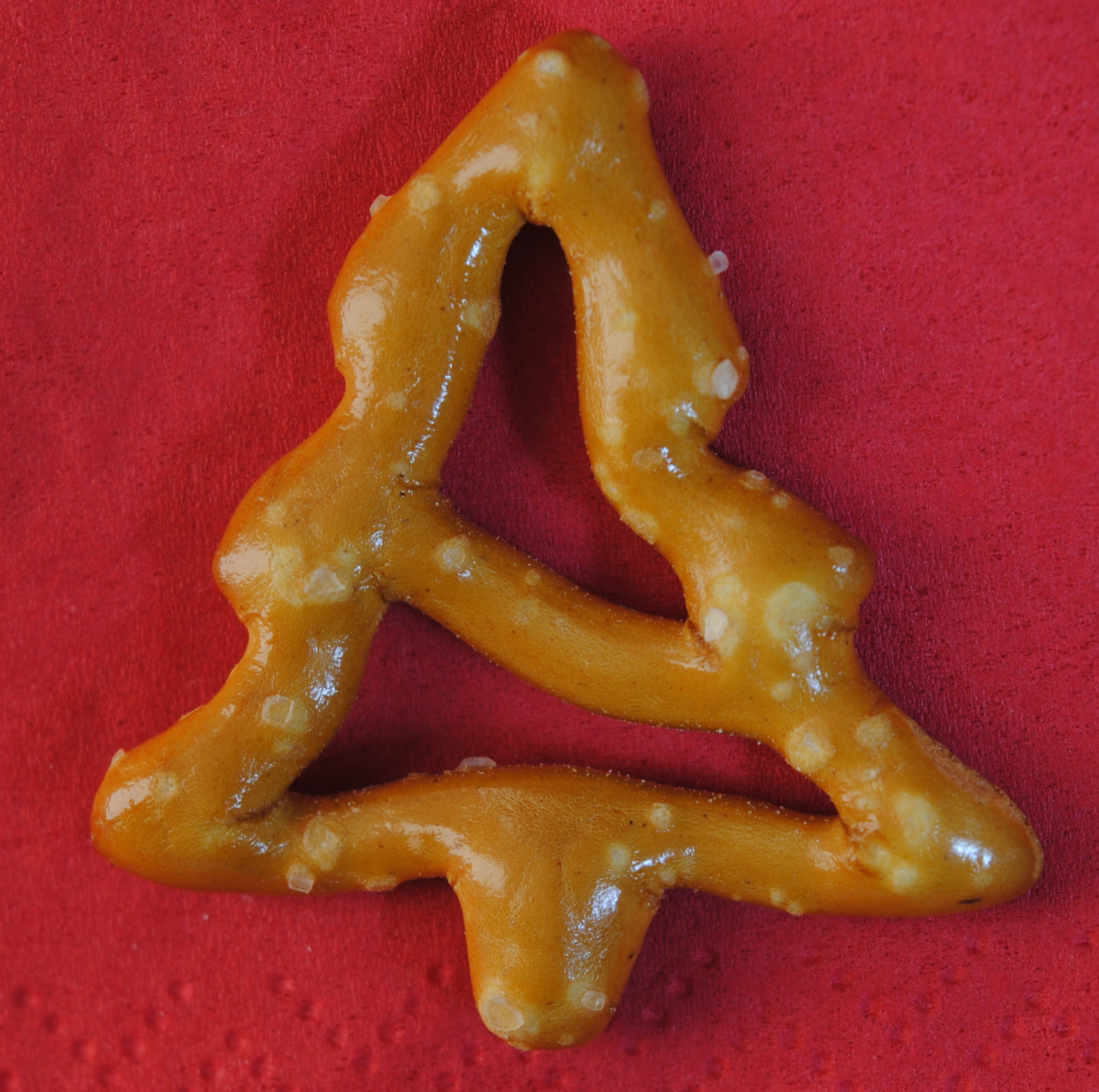
一種形狀像一棵聖誕樹的小型鹽味卷餅。 在2019年英國的奥乐齐超市裡販售。

在歐洲，拿來當點心的鹽味卷餅通常會在表面上撒上鹽，但有時也會撒上芝麻、罌粟籽或奶酪。在美國裡，這些點心的種類五花八門，擁有好幾種口味和塗料，像是優格、巧克力、草莓、黃芥末、肉桂糖、奶酪、和其他口味；而有裹上一層巧克力脆皮的硬式鹽味卷餅在耶誕節期間受到非常歡迎，並常用來當禮物送禮。在椒鹽卷餅口味的營銷中，形狀和大小的多樣性成為了想像力的較量。1900年代裡，賓州的人們會用細長的鹹味卷餅棒跟冰淇淋，搭配一起食用，或是把餅乾棒捏碎當作配料使用。近幾年來瑪氏食品有生產一種帶有一個小球形鹽味卷餅的M&M's，上面覆蓋著牛奶巧克力和糖果，上面塗有 M&M 的所有標準顏色，並稱為「鹽味卷餅 M&M's」。軟式鹽味捲餅經常在購物中心裡販賣，著名的連鎖店包括 安緹安蝴蝶餅 和 Pretzelmaker/Pretzel Time。

#### 其他地區
位於芝加哥100英里外的弗里波特,伊利诺伊州,是另一個擁有相當豐富的鹽味卷餅歷史而聞名的城市。 1869 年，一位名叫約翰·比勒貝克(John Billerbeck)的德國移民 建立了第一家 比勒貝克麵包房（Billerbeck Bakery），以銷售德式鹽味卷餅而聞名，並為了搭配當時弗里波特的大量啤酒廠。雖然禁酒令 最終導致弗里波特鹽味捲餅因啤酒廠關閉而導致銷量下降，但此城市從沒失去失去對鹽味卷餅的驕傲感。100 多年來，弗里波特一直被稱為“美國鹽味卷餅城”。弗里波特高中的運動吉祥物是個鹽味卷餅，而美式足球場被恰當地命名為“Pretzel Field (鹽味捲卷球場)”。2003 年，當地市民發起了弗里波特的第一個椒鹽卷餅節，這是一個大型社區活動，居民們聚在一起慶祝這座城市的鹽味卷餅歷史。在這活動中，主辦單位會挑選兩名參加者們扮演鹽味卷餅王子和公主，並會以一個打扮成一個 6 英尺高會說話和走路的椒鹽卷餅，名為“鹽味卷餅比爾”的節日吉祥物（源於 Billerbeck Bakery 的名字），從花車上分發鹽味卷餅，並與當地節日觀眾合影。

### 其他國家
雖然不像在德語系和美國人地區那樣受歡迎，但環狀鹽味卷餅在其他歐洲國家和世界其他國家廣為人知。在捷克共和國，鹽味卷餅被稱為 preclík，在芬蘭被稱為viipurin rinkeli，在斯洛伐克則被稱為praclík。西班牙語和法語都稱作為bretzel，義大利語為brezel。比較偏好甜味的荷蘭則稱為krakeling，挪威和丹麥稱為kringle，而在瑞典則稱為 kringla。在匈牙利語和克羅地亞語中是perec，而在塞爾維亞語中是pereca。在羅馬尼亞，鹽味卷餅被認為是其中一種covrigi，它在市區內是個非常受歡迎的快餐和節日禮物。

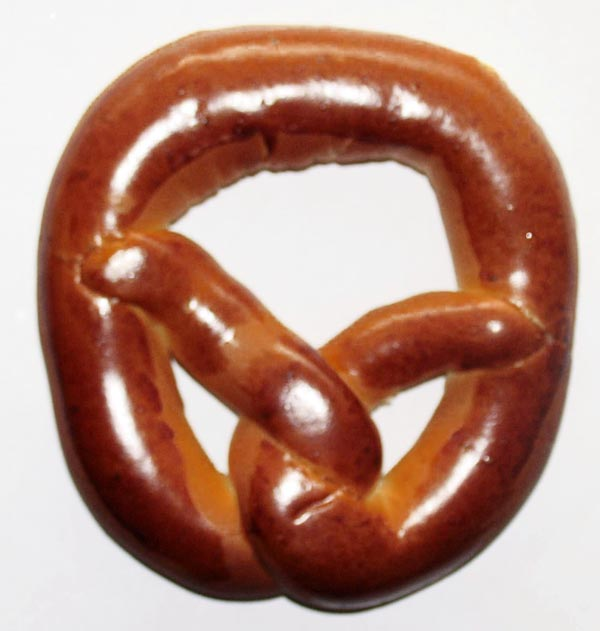
Viipurinrinkeli, 來自 芬蘭，Viipuri的鹽味卷餅(現為俄羅斯,維堡 )
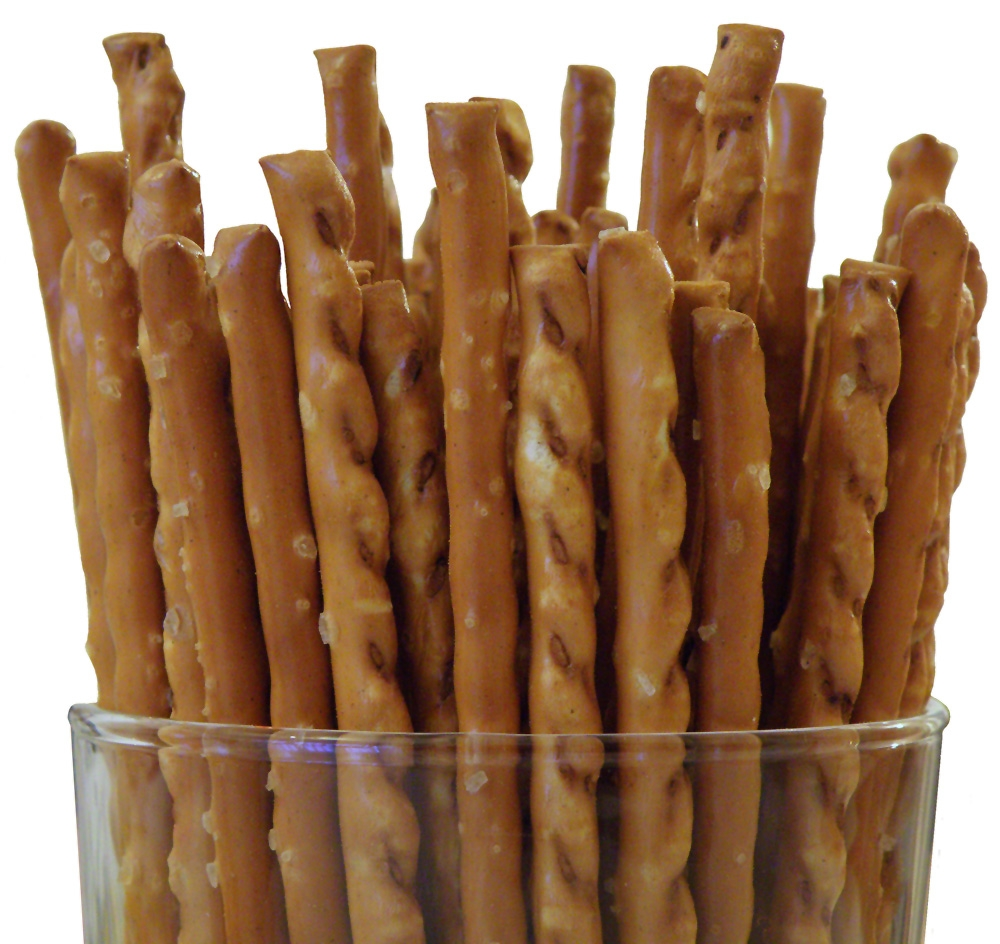
日本的派對點心，被稱為Glico Pretz的鹽味卷餅棒
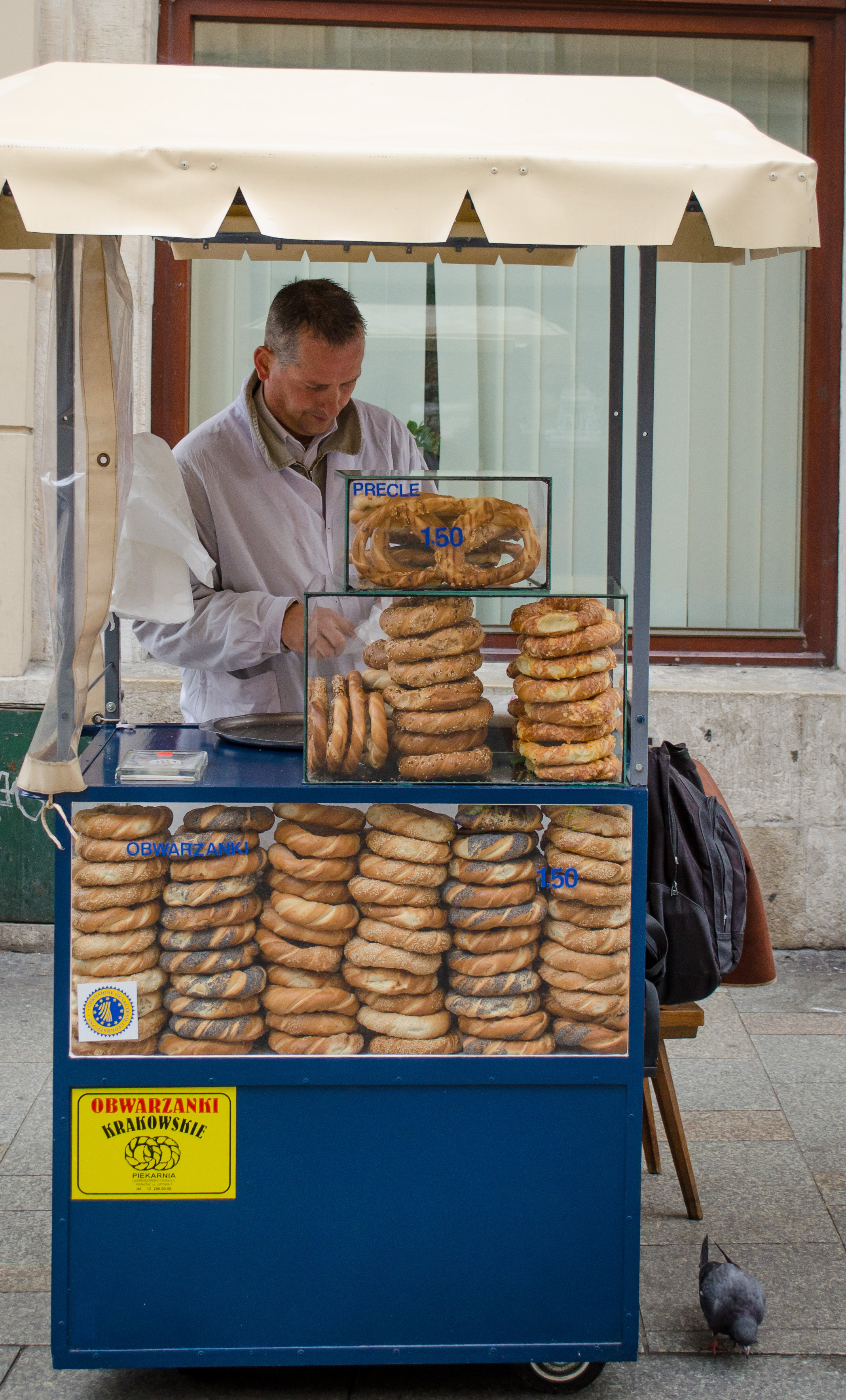
一位位於波蘭克拉科夫的攤販，販賣著鹽味卷餅(波蘭語被標記為 ), 也被稱作 和貝果
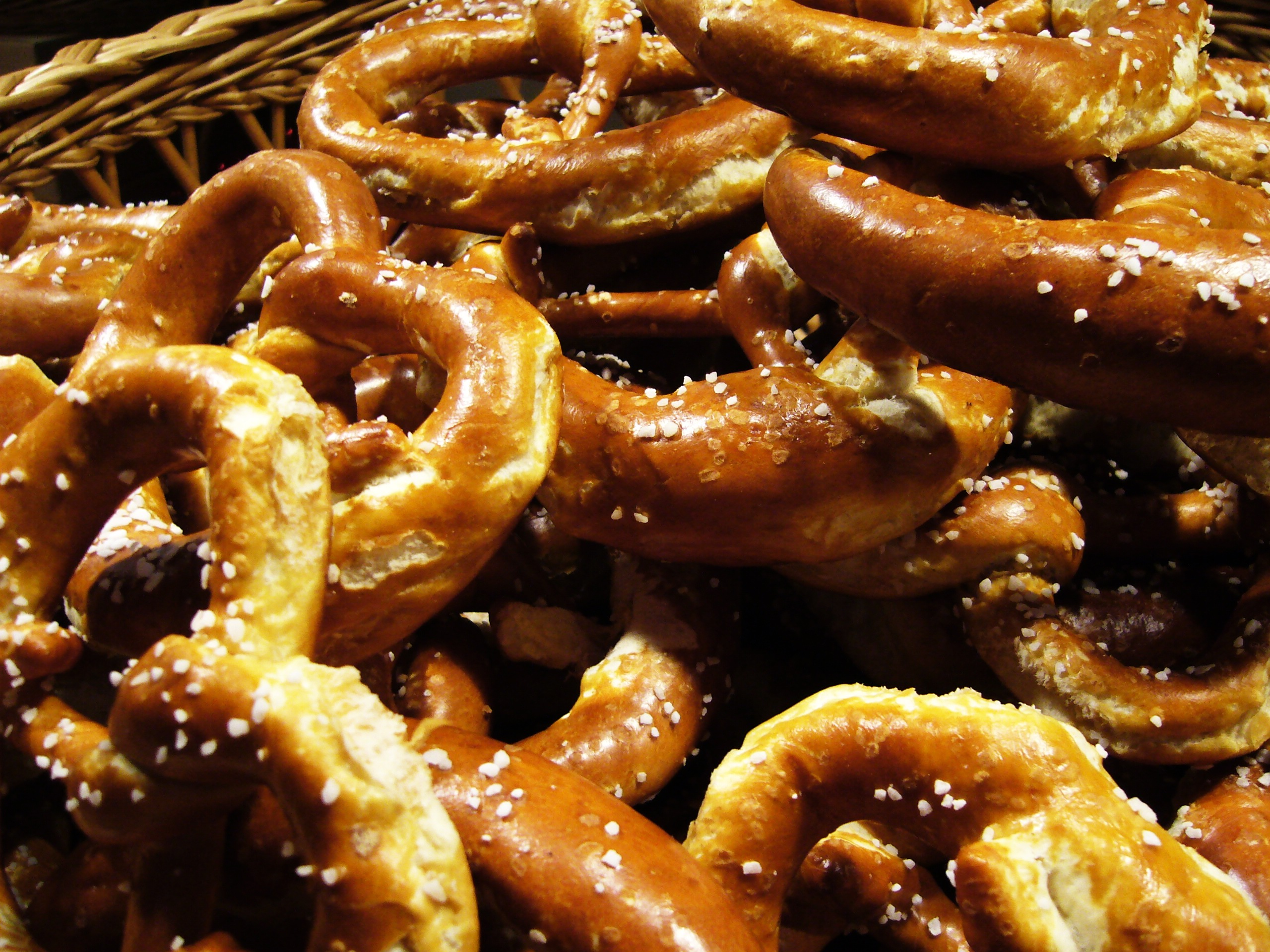
史特拉斯堡的Bretzels
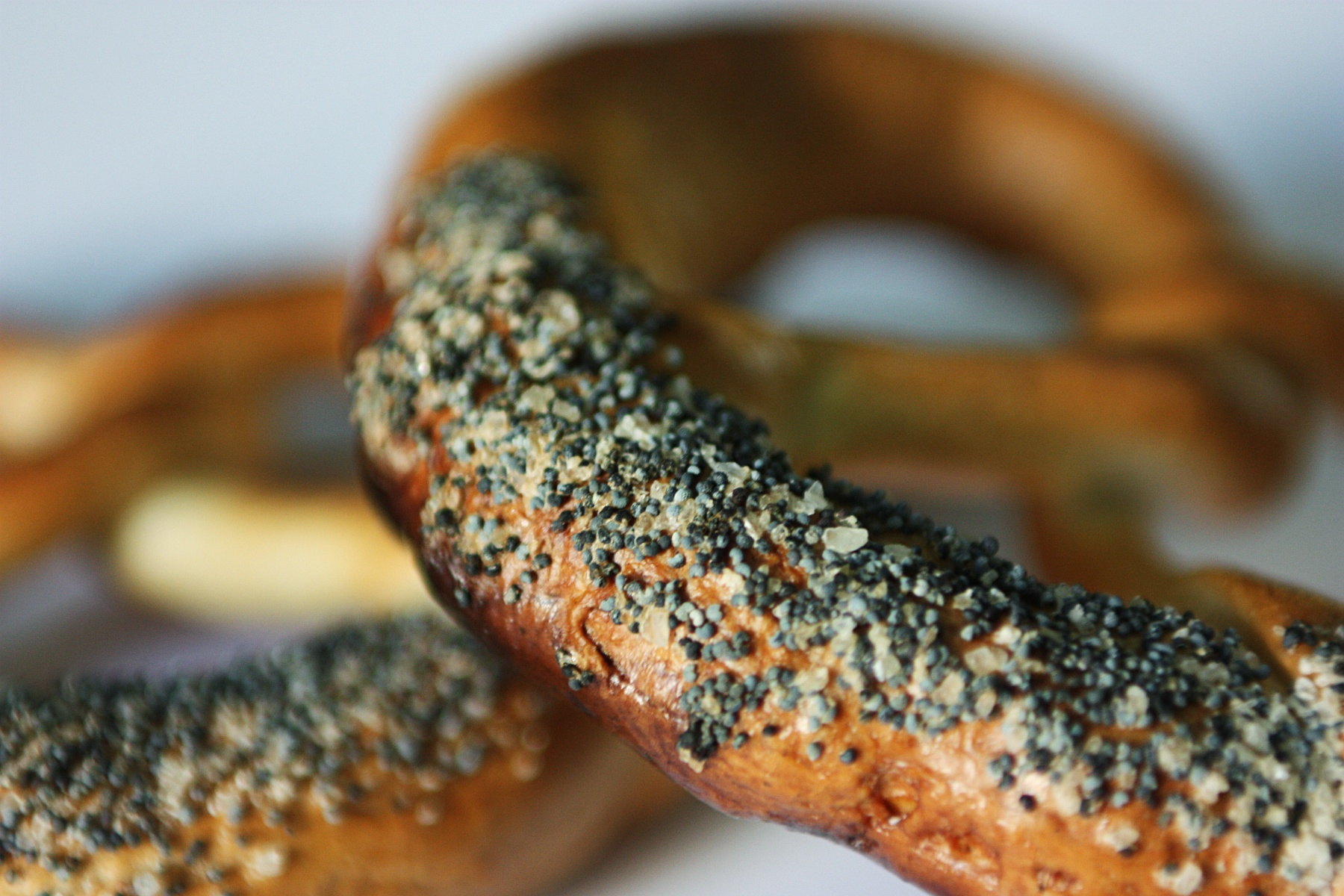
有撒上鹽和罌粟籽的布拉索夫 鹽味卷餅covrigi（英语：covrigi）
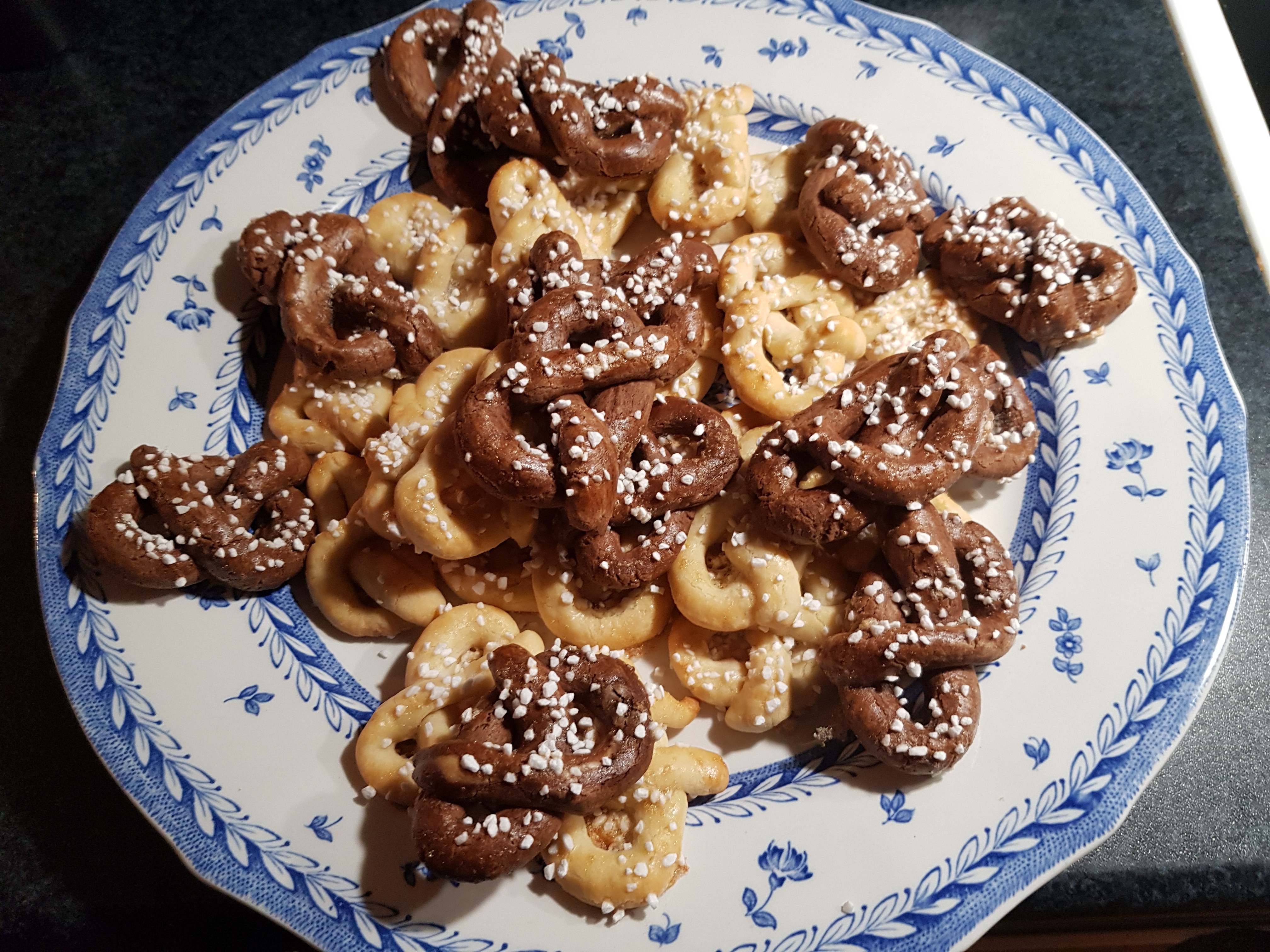
被稱為 kringlor的瑞典式自家烘焙的甜味卷餅, 有些有淋上巧克力。

## 大眾文化

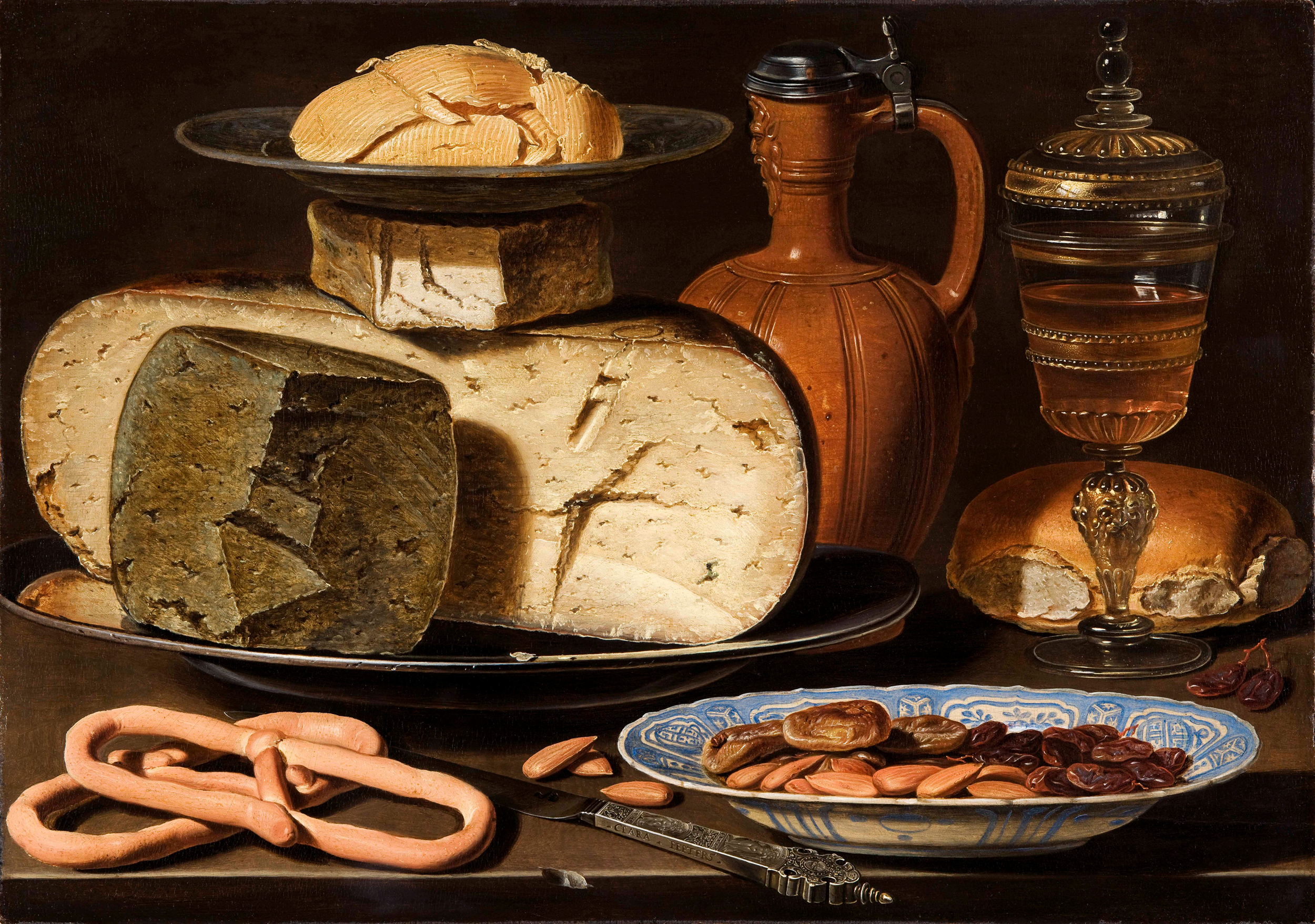
Clara Peeters, 靜物畫與乳酪、杏仁和鹽味卷餅 (Still Life with Cheeses, Almonds and Pretzels), 1685

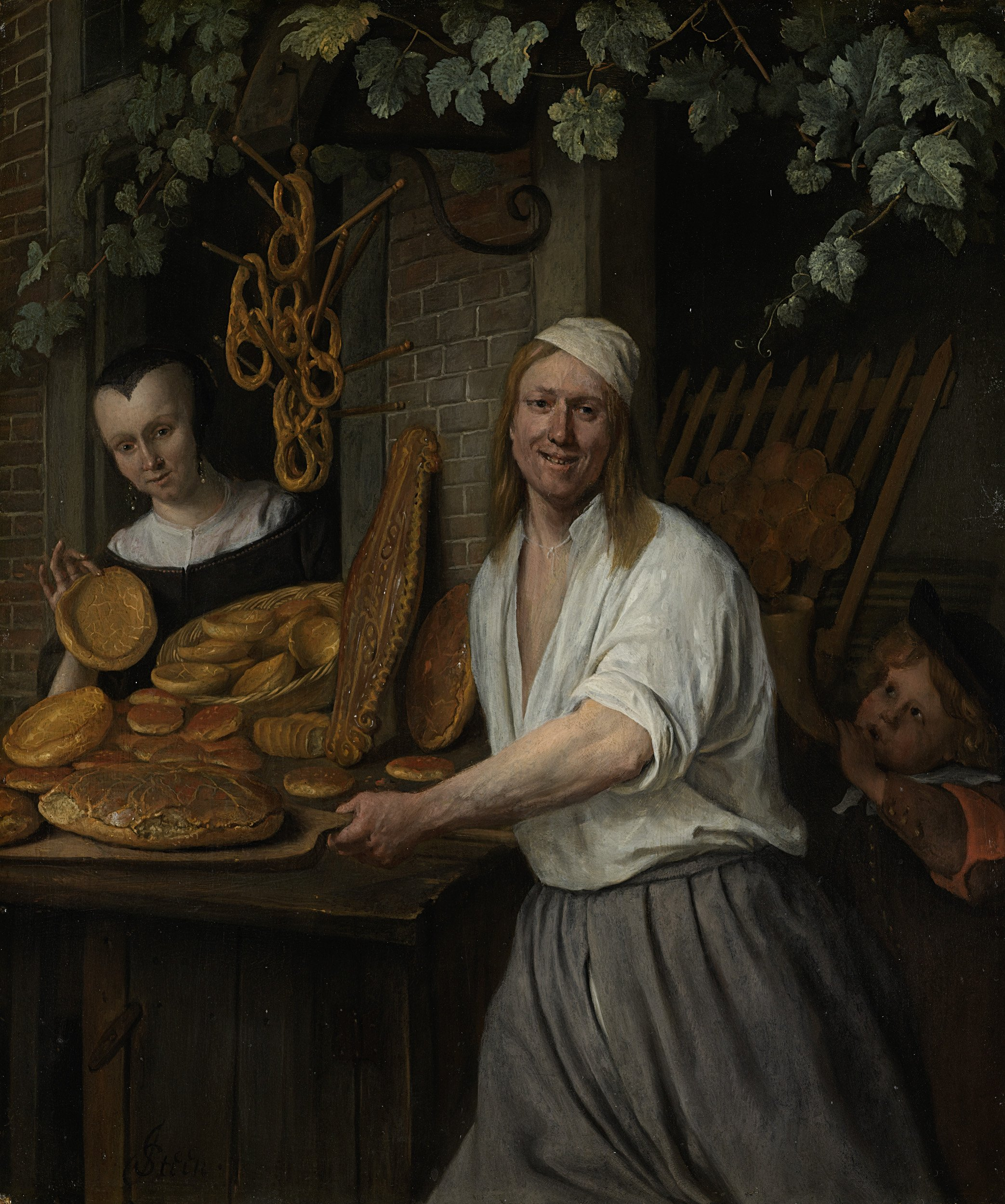
由扬 斯特恩繪畫出並收藏在 阿姆斯特丹國家博物館裡的Baker Arent Oostwaard and his wife Catherina Keizerswaar (1658)，有鹽味卷餅的特寫,

鹽味卷餅已成為流行文化中的一個元素，既作為主食，又以其獨特的打結扭曲形狀激發了想法、觀點的靈感，態度、迷因、圖像和其他現象。儘管從歷史上看，鹽味卷餅影響了文化，但近幾年來被大眾媒體深受影響。
- 費城的城市為了反映出他們的強烈鹽味卷餅飲食文化身份，此區使用了景觀建築和雕像來紀念當地麵包師傅和在當地費城非常受歡迎的鹽味卷餅。費城娛樂部於 2004 年將位於 Silverwood 街 4300 街區的一個原名為 Manayunk 公園的設施更名為“鹽味卷餅公園”[49]。重新設計的公園包括鹽味卷餅狀的環形小徑和一個由Warren C. Holzman 雕刻的鹽味卷餅形狀 公共藝術 雕像[50][51]。
- 市政府採用鹽味卷餅標誌作為弗里波特市，伊利诺伊州的商標，號稱為“美國椒鹽捲餅城”[52]。
- 在搖擺舞中發展起來的舞步後來變成了“蝴蝶餅舞步”，可以追溯到1920年代[53]。
- 1990年代初出現的時尚風格之吊帶比基尼是由氨綸作為時尚新產品所研發設計出來的；靈感是來自於鹽味卷餅形狀所設計出的泳衣造型。 這款是比基尼種類（英语：String bikini）裡其中一種掛脖比基尼，會在正面交叉並系在腰圍上。隨著 1990 年代萊卡 布料的流行使用推廣，這類比基尼首次出在現歐洲各個海灘上並變成最受歡迎的一款，這些海灘包括聖特羅佩、馬貝拉、米科諾斯島 和 伊比薩島。[54]
- 有一段流傳在網絡上的影片顯示了美國總統 喬治·沃克·布希在2002年1月的新聞發布會，他回憶起被鹽味卷餅鯁喉的情景：“當你吃椒鹽脆餅時，先咀嚼再吞嚥。聽你媽媽的話。 ”"[55]
- Google 於 2019 年 9 月 21 日用 Google塗鴉 慶祝了鹽味卷餅。[56]